# البحرية الملكية النرويجية
البحرية الملكية النرويجية (بالنرويجية: Sjøforsvaret) هي فرع من القوات المسلحة النرويجية المسؤولة عن العمليات البحرية في النرويج، بما في ذلك عمليات خفر السواحل النرويجية. تضم البحرية الملكية النرويجية اعتبارًا من عام 2008 حوالي 3700 فرد (9450 في حالة التعبئة، 32000 عند التعبئة الكاملة) و70 سفينة، بما في ذلك 4 فرقاطات ثقيلة و6 غواصات و14 زورق دورية و4 كاسحات ألغام و4 صائدي ألغام وسفينة واحدة لكشف الألغام و4 سفن دعم وسفينتين تدريب.
جميع السفن البحرية منذ عام 1946 تحمل البادئة KNM باللغة النرويجية، وتمثل "Kongelig Norske Marine" (سفينة البحرية/البحرية الملكية النرويجية). في اللغة الإنجليزية، يتم تحديد هذه السفن بالبادئة HNoMS، مما يدل على "سفينة صاحب الجلالة النرويجية". تحمل سفن خفر السواحل البادئة KV، والتي تشير إلى "Kystvakt" (خفر السواحل)، وباللغة الإنجليزية، يتم تصنيفها بالبادئة NoCGV، التي تمثل "سفينة خفر السواحل النرويجية".

## تاريخ
يمتد تاريخ القوات البحرية التي تديرها الدولة في النرويج لعدة قرون ويمكن إرجاعه إلى ليدانغ [الإنجليزية] (نظام الدفاع البحري والتجنيد الإجباري المستخدم في النرويج في العصور الوسطى) الذي أنشأه الملك هاكون الصالح [الإنجليزية] لأول مرة في غولاتينغ [الإنجليزية] في عام 955، ومع ذلك، كانت هناك أنواع مختلفة من الليدانغ موجودة بالفعل منذ مئات السنين. خلال الجزء الأخير من العصور الوسطى، كان نظام تجميع السفن والمعدات والقوى العاملة لليدانغ بمثابة وسيلة لفرض الضرائب في المقام الأول، واستمر على هذا النحو حتى القرن السابع عشر.
خلال معظم فترات الاتحاد بين النرويج والدنمارك، كان لدى البلدين أسطول مشترك. أنشأ الملك هانز هذا الأسطول عام 1509 في الدنمارك. لجدير بالذكر أن جزءًا كبيرًا من الطاقم والضباط في هذه المنظمة البحرية المشكلة حديثًا كانوا نرويجيين. بحلول عام 1709 ضم الأسطول المشترك حوالي 15000 فرد منهم 10000 نرويجي. عندما نفذ توردنسكولد غارته الشهيرة على دينكيل عام 1716، كان أكثر من 80 بالمائة من البحارة و90 بالمائة من الجنود في قوته نرويجيين. ولهذا السبب، تتشارك البحرية الملكية النرويجية تاريخها من 1509 إلى 1814 مع البحرية الملكية الدنماركية.